# Калупская волость
Ка́лупская во́лость (латыш. Kalupes pagasts) — одна из 25 волостей Аугшдаугавского края Латвии. Находится в северной части края. Административным центром волости является посёлок Калупе.

## География
Граничит с Ницгальской волостью на северо-западе, Ликсненской волостью — на западе, Вабольской волостью — на юго-западе, Малиновской волостью — на юго-востоке, Дубненской волостью — на востоке и Рожкалнской волостью Варкавского края — на севере.
По территории волости протекают реки: Ёньупе, Калупе (Удзе, Уда), Лиелайс Вейпиетс, Риша, Салупе, Виедзелейте. Находятся болота: Айзпруде, Балтачу пурс, Дундурлейцис, Герлака пурс, Кипановка, Козу пурс, Лиеперине, Лиунс, Мендрикю пурс, Плонишку пурс, Покшану пурс, Ратнику пурс, Сейлине, Слейжу пурс, Закару пурс. Также на территории волости расположены следующие озёра: Криванское, Большое Калупское, Малое Калупское, Сейльское.

## Население
По состоянию на первое июля 2010 года население волости составляло 1 624 чел., на первое июля 2011 года — 1 556 чел.
Калупская волость включает в себя следующие населённые пункты: Айзупиши, Андриёва, Балтачи, Балтмуйжа, Баровка, Бибелишки, Бистери, Гранцова, Грустини, Ивбули, Калупе, Капчиниеки, Куклишки, Кусини, Кейши, Кривани, Крутаруча, Миглани, Морконишки, Першаки, Плонишки, Пудани, Ратниеки, Расначи, Ружи, Силаголс, Слейжи, Сомукоктс, Стуриши, Уда.